# نظام نقل ذكي

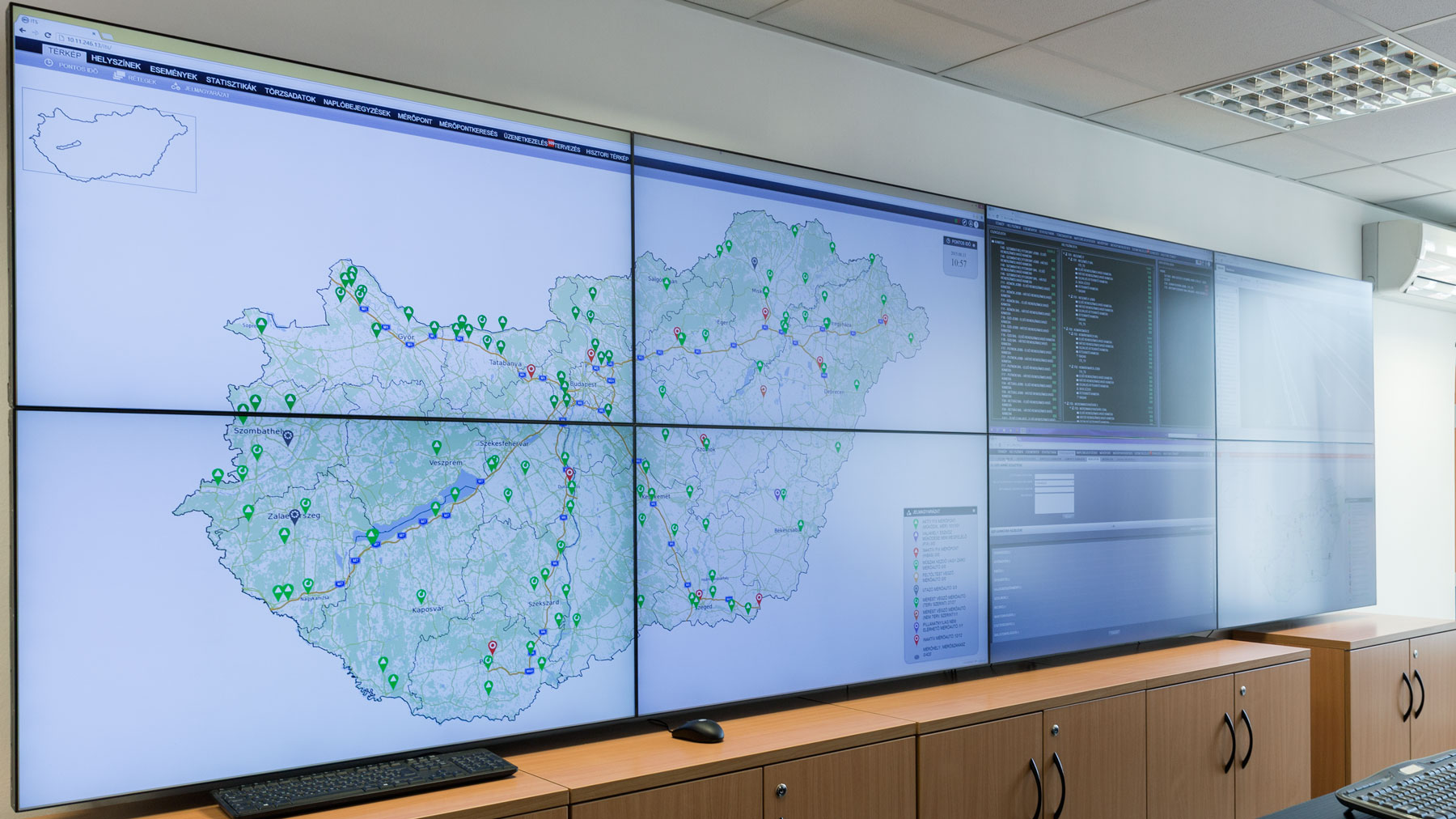

نظم النقل الذكية هي استخدام تقنيات الحاسب الآلي والإلكترونيات والاتصالات والتحكم لمجابهة العديد من التحديات التي تواجهنا في النقل البري مثل تحسين مستويات السلامة والإنتاجية والحركة العامة، بالرغم من تفاقم الازدحام واستمرار الأخطار المحدقة بسلامة المتنقلين وزيادة الشح في ميزانيات الجهات المسؤولة عن النقل.
وتوظف نظم النقل الذكية تقنيات الاتصالات والآلات التي تدار بالحاسب (الروبوت) والإلكترونيات للحصول على معلومات عن أداء مرافق النقل -من طرق وشوارع ونقل عام وقطارات- وعن الطلب على النقل والاتصال المتبادل بين المركبات أنفسها وبينها وبين الأجهزة الموضوعة عل جوانب الطرق، وأحيانا، عن الطقس والظروف الجوية والبيئية وأيضا عن حوادث التصادم الوشيكة الوقوع، وتوفير تلك المعلومات وإشاعتها للتداول. وتجمع هذه التطبيقات لنظم النقل الذكية بين القدرة الهائلة للمعلومات وبين تقنيات التحكم في سبيل إدارة أفضـل للنقل.
وتمثل نظم النقل الذكية التطور الطبيعي للبنية التحتية الوطنية للنقل وذلك من خلال تحديثها لتواكب عصر المعلومات. وهذا هام بدرجة كبيرة نظراً لأنه كلما استمر الطلب على النقل في الازدياد فإن نظم النقل الذكية ستساعد على توفير طاقة استيعابية أكبر وبكفاءة أعلى دون الاعتماد الكلي على إنشاء مرافق نقل جديدة. وفي الواقع، تشير الدراسات إلى أن الجمع بين نظم النقل الذكية والإنشاءات الجديدة قادر على استيعاب النمو المروري المستقبلي بتوفير قدره 35% مما يلزم تجهيزه لتلبية الطلب المروري نفسه من خلال الإنشاءات الجديدة فقط.
وتشمل الغايات الرئيسة لنظم النقل الذكية مايلي:
1-زيادة الكفاءة التشغيلية لنظام النقل وزيادة سعته
2-تحسين مستويات الحركة والراحة للمتنقلين
3-تحسين مستوى السلامة المرورية
4-تخفيض استهلاك الطاقة والحد من الآثار البيئية
5-تحسين الإنتاجية الاقتصادية

## وظائف نظم النقل الذكية وتطبيقاتها
تصنف نظم النقل الذكية إلى خمسة أصناف متعارف عليها بين المعنيين بها هي كالتالي:
1-النظم المتقدمة لإدارة المرور
2-النظم المتقدمة لمعلومات المتنقلين
3- نظم عمليات المركبات التجارية
4-النظم المتقدمة للنقل العام
5-النظم المتقدمة للتحكم بالمركبة وسلامتها
وفيما يلي عرض موجز لكل من هذه التطبيقات والخدمات المختلفة التي تقدمها.

## النظم المتقدمة لإدارة المرور
توظف هذه النظم تقنيات مبتكرة تعمل على تكامل النظم القائمة والجديدة لإدارة المرور ونظم التحكم لكي تكون مستجيبة لأحوال المرور المتغيرة (الديناميكية). وتمثل النظم المتقدمة لإدارة المرور «الطريق الذكي» الذي تتخاطب معه «المركبة الذكية»، وهذا هو الأساس الذي تعتمد عليه جميع التقنيات الأخرى لنظم النقل الذكية.
ويمكن تعريف تطبيقات النظم المتقدمة لإدارة المرور من خلال خدمات المستفيدين التالية:
أ- التحكم المروري: تقوم خدمات التحكم المروري بتعظيم أداء الطرق السريعة والشوارع المزودة بإشارات مرورية والتنسيق بينها وبين عمليات النقل العام لموازنة الطلب مع السعة ضمن نظام النقل. وهذه الخدمة، ممثلة في أنظمة التحكم المركزي بالإشارات المرورية داخل المدن، هي الأقرب للتطبيق في المدن الكبرى التي تعاني شبكات شوارعها من الازدحام.
ب- إدارة الأحداث الطارئة: وذلك لتوفير إجراءات تدخل وتبديد ذات كفاءة عالية في حالات الأحداث المرورية الطارئة والظروف الجوية السيئة وأعمال الطرق وفي المناسبات الخاصة. وتركز التقنيات المتقدمة على استشعار وجود الحوادث الطارئة والتأكد من وقوعها من أجل تحسين زمن الاستجابة لها وإرسال الفرق الملائمة لها من حيث الأفراد والمعدات.
ج- إدارة الطلب على الانتقال: تخدم استراتيجيات إدارة الطلب على النقل لتقليل استخدام المركبات ذوات الراكب الواحد وتشجيع استخدام المركبات ذوات الإركاب الأكثـر، وأيضا البدائل التي لاتعتمد على المركبة (المشي، الدراجات) أو عدم الانتقال كلية. وتشمل التطبيقات تنفيذ نظام استخدام الحارة المرورية المخصصة للمركبات عالية الإركاب، والتحكم بمواقف السيارات وتكلفتها، وتسعير الدخول للطرق، واستخدام أساليب إعطاء أفضلية الحركة.
د- اختبار غازات العوادم وتبديديها: وهذه توفر إمكانات لمراقبة جودة الهواء وإدارتها. ويمكن لحساسات أن تراقب الجودة العامة للهواء، وبناء على المعلومات التي تجمعها الحساسات يمكن تنفيذ استراتيجيات معينة لتقليل الانبعاثات الغازية. وهذه الخدمة قد تكون ذات فائدة في المدن المزدحمة التي ربما تعاني من ارتفاع مستوى التلوث على شبكاتها.
هـ- خدمات التحصيل الإلكتروني للرسوم: وهي تتيح للمتنقلين دفع رسوم خدمات النقل باستخدام بطاقات إلكترونية.
و- بلاغات الطوارئ والأمن الشخصي: توفر هذه الخدمة التبليغ الفوري عن الأحداث الطارئة والطلب الفوري للمساعدة، وهي تشمل البلاغات الخاصة بالأمن الشخصي للسائق والتبليغ الآلي عن التصادمات. وقد تكون هذه الخدمة قيمة جدا في بلد مترامي الأطراف.
ح- إدارة مركبات الطوارئ: تقلل هذه الخدمة الزمن الذي تستغرقه مركبات الطوارئ للاستجابة لبلاغ الحادث والوصول للموقع. وتتكون هذه الخدمة من إمكانات ثلاث: إدارة الأسطول والإرشاد والتوجيه على المسارات وإعطاء أفضلية عند الإشارات. وهذه الخدمة مفيدة جدا وقد تعمل على تحسين مستوى السلامة المرورية المتدهور وذلك من خلال التقليل من الآثار المترتبة على الحوادث.

## النظم المتقدمة لمعلومات المتنقلين
تقوم النظم المتقدمة لمعلومات المتنقلين بالحصول على المعلومات وتحليلها وتوصيلها وعرضها لمساعدة المتنقلين بالنقل البري على الحركة من مكان انطلاقهم (المنبع) إلى مقصدهم الذي يرغبون الوصول إليه. وتقوم هذه النظم بتلك المساعدة بأفضل طريقة تحقق احتياجات المتنقلين من حيث السلامة والكفاءة والراحة. وعموماً، يمكن تصنيف تطبيقات النظم المتقدمة لمعلومات المتنقلين إلى الأصناف العامة التالية لخدمات المستخدمين:
أ- معلومات المتنقلين قبل القيام بالرحلة: وتقوم هذه الخدمة بتزويد المتنقلين بمعلومات لاختيار وسائط النقل وأزمان الانتقال وقرارات اختيار المسارات وذلك قبل المغادرة.
ب- معلومات إرشادية للسائقين أثناء الرحلة: وهذه تقدم إرشادات صوتية وتعرض علامات مرئية داخل المركبة وخارجها (مثل اللوحات ذوات الرسائل المتغيرة على الطرق) لأجل تحقيق السلامة والراحة والكفاءة.
ج- التوجيه بالمسارات: توفر هذه الخدمة إرشادات سهلة للمتنقلين عن كيفية الوصول لمقاصدهم.
د- التوفيق بين الركاب للمشاركة في الرحلة نفسها وإجراء حجوزاتهم: توفر هذه الخدمة التوفيق بين الركاب بشكل ديناميكي أو لرحلة واحدة فقط.
هـ. معلومات خدمات المتنقلين: ويقصد بها «الدليل التجاري الإلكتروني» المتكامل مع نظام المعلومات قبل الرحلة والمعلومات أثناء الرحلة.
وهذه الخدمات للنظم المتقدمة لمعلومات المتنقلين موجهة أساسا لراحة المتنقلين وهي تكتسب مزيدا من الأهمية في الدول المتقدمة، إلا أنها قد لاتكون ذات جدوى في مجتمعاتنا لأسباب عدة منها محدودية إلمام المجتمع بصناعة المعلومات واستخدامها، ومحدودية الوسائط البديلة المتوفرة للنقل داخل المدن، وعدم إدراك قيمة الوقت من قبل كثير من العامة. وبالرغم من ذلك، ربما يكون من الملائم إدخال خدمة الإذاعة المرورية الإرشادية على الطرق والتي تبث معلومات عن الأحوال المرورية وإعطاء إرشادات للسائقين كما قد تلعب اللوحات ذوات الرسائل المتغيرة على الطرق دورا هاما في إدارة الازدحام المروري.

## نظم عمليات المركبات التجارية
وهذه تطبق مختلف تقنيات نظم النقل الذكية لتحسين سلامة وكفاءة المركبات التجارية (الشاحنات والحافلات خصوصا) وتحسين حركة البضائع. ونظم عمليات المركبات التجارية مبنية على المجالات الوظيفية الخاصة بالنظم المتقدمة لإدارة المرور والنظم المتقدمة لمعلومات المتنقلين والنظم المتقدمة للتحكم بالمركبة وسلامتها. ويمكن تعريف تطبيقات عمليات المركبات التجارية في خدمات المستفيدين التالية:
- أ- التخليص الإلكتروني للمركبات التجارية (التخليص مسبقاً): تتيح هذه الخدمة للمركبات التجارية المزودة بأجهزة التخاطب الالي اللازمة العبور عبر نقاط التفتيش، مثل محطات الوزن والحدود الدولية، دون الحاجة للتوقف إذا كانت مستنداتها وحمولاتها نظامية.وهذه الخدمة قد تكون مفيدة عند محطات وزن الشاحنات ولمراقبة التزام المركبات التجارية بالأنظمة.
- ب- الفحص الآلي للسلامة من جانب الطريق: ويشمل القدرة على الوصول إلكترونياً من جانب الطريق لمستندات السلامة الخاصة بالناقلين والمركبات والسائقين. والكشف المتقدم سيعمل بكفاءة على فحص الأنظمة الضرورية للمركبة ومدى ملاءمة السائقين واستعدادهم لأداء مهامهم وكذلك مدى صلاحية رخص قيادتهم.
- ج- مراقبة السلامة من على متن المركبة: تراقب هذه الخدمة أداء السائق والمركبة والشحنة وتبلغ السائق والشركة الناقلة وربما منفذي الأنظمة عن أي وضع غير آمن.
- د- العمليات الإدارية للمركبات التجارية: توفر هذه العمليات الشراء الإلكتروني للوثائق الثبوتية اللازمة والتسجيل الآلي للمسافات المقطوعة والوقود المستهلك وذلك لأغراض الضرائب.
- هـ- الاستجابة لحوادث المواد الخطرة: توفر هذه الخدمة معلومات عن تسربات المواد الخطرة لتبليغها لعمليات الطوارئ، مثل الدفاع المدني، مما ينتج عنه تحقيق استجابة أسرع وأكثر ملاءمة لحوادث المواد الخطرة. وهذه الخدمة ستصبح ذات أهمية في حال التوسع في نقل المواد الخطرة لتلبية حاجات الصناعات المختلفة.
- و- إدارة أسطول المركبات التجارية: توفر وسائط الاتصال (ربما باستخدام النظام العالمي لتحديد المواقع بالأقمار الصناعية، GPS) بين السائقين ومركز عمليات الشركة الناقلة نقل معلومات حية تساعد الناقل على تخطيط وجدولة رحلات مركباته وتوجيهها لتسلك المسارات المطلوبة. وهذه الخدمة ستكون مفيدة جدا في إدارة أساطيل الشركات العاملة في نقل الركاب والبضائع وكذلك أساطيل مركبات الطوارئ والشرطة وأمن الطرق.

## النظم المتقدمة للنقل العام
تنطوي النظم المتقدمة للنقل العام على تطبيق التقنيات الإلكترونية المتقدمة لتنفيذ وتشغيل المركبات عالية الإركاب وذوات الإركاب المشترك بما في ذلك الحافلات وعربات القطارات والمنظومة الكاملة لمركبات شبه النقل العام (مثل الحافلات الأهلية وسيارات الأجرة). وعموماً تقع التطبيقات في أصناف خدمات المستخدمين التالية:
أ- إدارة النقل العام: وتعمل على أداء وظائف التشغيل والتخطيط والإدارة بطريقة آلية.
ب- النقل العام الشخصي: يمكن أن تتكون مركبات النقل العام هذه من حافلات صغيرة وفانات وسيارات أجرة وغيرها من المركبات الصغيرة التي يشترك فيها أكثر من راكب. وفعلياً يمكنها أن توفر خدمات نقل من الباب إلى الباب بتمديد مناطق تغطية مسارات معينة للنقل العام ذي المسارات الثابتة إلى داخل المواقع والأحياء القليلة الكثافة السكانية.
ج- أمن الانتقال العام: وتخلق هذه الخدمة بيئة آمنة لمستخدمي النقل العام ومشغليه باستخدام نظام أمن محمول بالمركبة ليقوم بالمراقبة والتحذير من الحالات الخطرة.
د- خدمات الدفع الإلكتروني: والغاية من ذلك هو إتاحة إمكانية إدارة تحميل الركاب ودفع التعرفة على متن المركبة باستخدام طرق الدفع الإلكترونية.

## النظم المتقدمة للتحكم بالمركبة وسلامتها
تجمع النظم المتقدمة للتحكم بالمركبة وسلامتها بين الحساسات والحاسبات الآلية ونظم التحكم في المركبات وفي البنية التحتية من أجل تحذير السائقين ومساعدتهم أو للتدخل في مهمة القيادة بدلا عنهم. ويشمل الغرض من هذه النظم تحقيق مستويات سلامة أعلى للمركبة وتخفيف حدة الازدحام في الطرق السريعة الحضرية وتحقيق مستويات أفضل لإنتاجية الطرق بين المدن، مما يؤدي لإيجاد مفاهيم مبتكرة لخدمات النقل البري. وعموماً، تقع تطبيقات النظم المتقدمة للتحكم بالمركبة وسلامتها ضمن التصنيفات العامة التالية لخدمات المستخدمين:
أ. تفادي الاصطدام الطولي: يشمل ذلك استشعار التصادمات المحتملة وتحسين أداء السائق لتفادي التصادم والتحكم مؤقتاً بالمركبة للمساعدة على تقليل الإصابات والتلفيات. كما يشمل أيضا استشعار العوائق الثابتة سواء أمـام المركبة أو خلفها.
ب- تفادي الاصطدام العرضي: يشمل الاصطدام العرضي المركبات التي تترك حاراتها المرورية أثناء حركتها الأمامية. وستساعد تقنية تفادي الاصطدام العرضي على تخفيض عدد التصادمات العرضية بإعطاء تحذيرات من التصادم عند التغيير من حارة مرورية لأخرى، وعند البقع العمياء بجوار المركبات، وعند مغادرة حافة الطريق، والتحكم بالمركبة في هذه الحالات.
ج- التحذير من التصادمات عند التقاطعات والتحكم بها: وهذه الخدمة تتيح تلافي الاصطدامات عند التقاطعات التي تتكرر عندها التصادمات والمخالفات بسبب عدم وضوح أنظمة أحقية المرور عندها.
د- تحسين الرؤية من أجل تلافي الاصطدام: هذه الخدمة تحسن قدرة السائق على رؤية الأشياء الموجودة على الطريق وحوله. وتتطلب هذه الخدمة وجود أجهزة على ظهر المركبة لاستشعار الأخطار (مثل الضباب والغبار) ومعالجة هذه المعلومات وعرضها للسائقين للاستفادة منها.
هـ-الجاهزية للسلامة (التحذير من الإعاقات): وتوفر التحذير بخصوص حالة السائق والمركبة والبنية التحتية للطريق. وتقوم أجهزة محمولة داخل المركبة بمراقبة وقياس حالات السائق دون مضايقة وتوفر تحذيراً له عند النعاس أو غيرها من الحالات المعيقة للسلامة.
و- تشغيل وسائل تثبيت الركاب قبل الاصطدام: تطبق هذه التقنية على الأجهزة التي تتوقع حدوث اصطدام وشيك وتقوم بتشغيل ميكانيكية الحفاظ على سلامة الركاب قبل الاصطدام، وذلك بناء على تفاصيل متعلقة بالمركبات والأجسام المعترضة.
ز- التشغيل الآلي للمركبات (أو نظام الطريق الآلي): إن تكامل وظائف التحكم العرضية والطولية ستتيح تحقيق المركبة الآلية التي تؤدي وظيفة البقاء في الحارة المرورية والحفاظ على مسافة آمنة من المركبات الأخرى المحيطة.
واعتبار أن نظم النقل الذكية مكونة من خمس وظائف مستقلة، كما شرح أعلاه، يساعد على فهم المكونات الرئيسة لنظم النقل الذكية، ولكن فـي الواقع فإن منظومة نظم النقل الذكية يمكن أن تكون أكبر بكثير من مجموع أجزائها، إذ يجب منذ البداية اعتبار نظم النقل الذكية كمجموعة من الإمكانات المتكاملة، والغاية هي وجود نظام نقل بري متعدد الوسائط ومتكامل للخدمة العامة.